# Dionisio Rodríguez Lloveras
Dionisio Rodríguez Lloveras (Totana, ¿? - Castellar, 1821) fue un compositor y maestro de capilla español.

## Vida
Es muy poco lo que se conoce de este músico. Se sabe que nació en Totana, actualmente en la provincia de Murcia, pero se desconoce la fecha. Tampoco se conoce cual fue su formación musical.
Las primeras noticias que se tienen de él son como músico en la iglesia mayor de Lucena, desde donde pasó el 12 de junio de 1786 a ocupar el cargo de maestro de capilla de la Colegiata del Salvador de Granada, sucediendo en el cargo a Juan de Miranda y Abadía.
Durante su magisterio en Granada, en septiembre de 1796 opositó para el magisterio de la Colegiata de Antequera, vacante tras el fallecimiento del maestro José Zameza y Elejalde. Allí se enfrentó con Luis Lezcano, Miguel Jurado y el ganador de las oposiciones Juan López de Pineda, que llevaba cuatro años de organista en la Colegiata y que así reuniría ambos cargos.
En 1796 se presentó sin éxito a las oposiciones para el magisterio de la Catedral de Granada, que fueron ganadas por el maestro Vicente Palacios. El cargo había quedado vacante tras el fallecimiento del maestro Peñalosa en 1795, organizando el cabildo granadino unas oposiciones por correo, en el que los candidatos enviaban sus composiciones a los jueces, Francisco Javier García Fajer, maestro de capilla, y Baltasar Juste, organista de la Catedral de Zaragoza. Las composiciones de los 19 candidatos posteriormente fueron enviadas al maestro Pedro Aranaz de la Catedral de Cuenca. Todos ellos se decidieron por Palacios.
El 13 de octubre de 1797 se despedía de Granada para ocupar el magisterio de la Colegiata de Úbeda, en sucesión de Francisco de Paula González. Se le recibía en el nuevo cargo el 22 de agosto de 1797 con un salario de doce fanegas de trigo anuales y el producto de la capellanía fundada por doña Francisca de Jódar, aneja a la
capilla de música, además de indicársele sus obigaciones:

[...] enseñanza de seises, o niños del Coro, desde luego el Cabildo se la concede y fía al expuesto maestro, señalándole por este trabajo sobre los diez y seis ducados que de antiguo vienen consignados, hasta treinta anuales que
deverán satisfacérsele de la obra pía de don Juan Cano Megía: cuya admisión, provisión y nombramiento de Maestro de capilla fecha en favor del repetido don Dionisio sea y se entienda con la precisa obligación de que ha de asistir personalmente a todas las funciones festivas y fúnebres que tanto en esta población como en otras de la comarca, ya sean de fuera o dentro de este Arciprestazgo, le ocurran a la capilla, igualmente que a las de esta Iglesia los Domingos y días festivos de todo el año, y más que puedan ocurrir, hecho que deverá estar a la orden y mandato del señor Presidente, componiendo según y en los términos que ofrece en su memorial todas las festividades que an de costumbre en esta Colegial y de las que se le encarguen por el Cabildo, las quales luego que acaben de servir, se han de quedar por de la Iglesia para que en todo tiempo esté provista y surtida de papeles la dicha Capilla de Música, la que contribuirá con dos partes o raciones en los percances, como siempre se ha hecho, y expresa el memorial, al referido maestro, a quien los señores Interventores de la Distributoría, que por tiempo fueren, entregarán annualmente una resma de papel en blanco para que de él paute e inbierta en los Villancicos que componga, el que sea necesario, quedando a su veneficio el que sobrare y siendo de su cuenta la compra del que acaso pueda faltar.
Actas capitulares de la Colegiata de Úbeda, 22 de agosto de 1797

El 19 de septiembre de 1797 se le concedía un permiso para recoger su familia y muebles de Granada. El 23 de diciembre del mismo año se le concedía un aumento de salario de tres fanegas de trigo y veinte ducados. Un año más tarde solicitaba medios para ascender al sacerdocio:

Memorial del maestro de capilla, don Dionisio Rodríguez Lloveras, manifestando sus vivos deseos de ascender al sacerdocio y suplicando se le proporcionen los medios para su logro, permitiendo que parte de su renta se le haga colativa en los términos practicados en la catedral de Jaén o en los que tuviese a bien el cabildo, que hecho cargo del memorial decreta: que el secretario se informe del obispado o arzobistado al que pertenece el lugar de nacimiento del solicitante y lo que se necesita en él para obtener las sagradas órdenes mayores; al tiempo que se averigue la costumbre observada en semejantes casos en la catedral de Jaén y se busque en el archivo la fundación de la capellania fundada por doña Francisca de Jódar, aneja a la maestría de capilla para estudiar sus cláusulas.
Actas capitulares de la Colegiata de Úbeda, 20 de octubre de 1798

Solo permaneció en Úbeda dos años, siendo sucedido en 1800 por Antonio Rafael Cantero y Lechuga.
En 1806 se presentó también sin éxito a las oposiciones para el magisterio de la Catedral de Málaga, vacante desde el fallecimiento del maestro Jaime Torrens en 1803. El ganador de las oposiciones de entre los 19 candidatos sería Juan Bros, que parece que no llegó a ocupar el cargo de forma efectiva. En 1809, tras casarse y el cabildo no acceder a secularizar la ración del maestro de capilla, Bros renunció al cargo, que fue entregado a Luis Blasco, haciendo referencia a sus resultados en las oposiciones de 1806/07.
Desde 1799 hasta su fallecimiento en 1821 fue maestro de capilla de la Colegiata de Castellar de Santiesteban. En la Castellar el maestro de capilla pasaba automáticamente a ser capellanes y formar parte del cabildo, lo que representaba un prestigio social e institucional local que no se daba en cargos de más prestigio en catedrales mayores. Esta estructura daba una estabilidad especial al magisterio de la Colegiata de Santiago, que era de patronazgo privado. El maestro Rodríguez Lloveras fallecería en el cargo en 1821.

## Obra
En la Catedral de Granada se conservan los ejercicios de composición de Rodríguez Lloveras.
- El orgulloso jefe del averno, recitado y rondó (1796);
- Hodie nobis caelorum Rex, responsorio de Navidad a ocho voces (1796);
- O gloriosa virginum, himno a ocho voces (1796);
- Taedet animam meam, lección de difuntos a dos voces (1796).